# Предуниверситарий МИФИ
Предуниверситарий Национального исследовательского ядерного университета «МИФИ» — структурное подразделение со статусом школы при Московском инженерно-физическом институте на юге Москвы. Включает в себя два университетских лицея — № 1523 (бывший лицей при МИФИ) и № 1511, ранее входивших в структуру Департамента образования и науки Москвы.
Был основан в 1988 году как «Московская средняя общеобразовательная физико-математическая школа № 1170 при МИФИ». В 1992 году — это экспериментальный лицей № 1170 при МИФИ, в 1994 году школе присвоен статус Государственного образовательного учреждения Лицей № 1523, с 2015 по 2018 годы — Школа № 1523.

## Поступление в лицей
В университетских лицеях №1511 и № 1523 Предуниверситария обучаются учащиеся, которые прошли конкурсный отбор по профильным дисциплинам.
- Поступление в 8-й класс в физико-математические классы: приём заявлений принимается в феврале, а вступительные экзамены по математике и физике проводятся в марте.
- Поступление в 10-й класс в физико-математические классы: на основе конкурсного отбора из числа успешно сдавших экзамены по математике и физике. Заявления принимаются в феврале, а вступительные испытания проводятся в марте[4].
- Поступление в 8-е классы в социально-экономические классы. В связи с открытием в МИФИ новых направлений подготовки специалистов в области международных отношений, экономики и юриспруденции в лицее 1523 организованы гуманитарные классы. Заявления от семиклассников  принимаются в апреле, а вступительные испытания по русскому языку, математике и английскому языку проводятся в мае[4].
- Также по информации на 2022 год в Предуниверситарий МИФИ можно поступить по результатам МЦКО (о критериях на сайте приёмной комиссии), ГИА  (ОГЕ) и Олимпиад: Всероссийская олимпиада школьников, Всероссийская олимпиада школьников по физике им. Дж. Кл. Максвелла, Математическая олимпиада имени Леонарда Эйлера, Олимпиады из Перечня олимпиад школьников РСОШ, Отраслевая физико-математическая олимпиада школьников «Росатом», Инженерная олимпиада школьников, Всероссийский конкурс детских инженерных команд «Кванториада», Международный форум научной молодёжи "Шаг в будущее", Международный конкурс научно-исследовательских и творческих работ учащихся «Старт в науке», Всероссийская научно-практическая конференция им. Жореса Алфёрова, Всероссийский конкурс «Большая перемена», Всероссийский конкурс «Большие вызовы», Научно-практическая конференция «Инженеры будущего». ПОДРОБНЕЕ НА САЙТЕ ПРИЁМНОЙ КОМИССИИ.

## О предуниверситарии
Ежегодно все выпускники лицея поступают в ведущие высшие учебные заведения. Как правило, учащиеся, закончившие лицей, поступают в МИФИ, МФТИ, МГУ, МГТУ, МЭИ и другие известные вузы Москвы и всей России. В 2007 году лицей выпустил 6 золотых и 5 серебряных медалистов (среди них первый медалист из гуманитарного класса за всю историю лицея).
В лицее трудятся более 60 педагогов, в том числе 12 кандидатов физико-математических наук, доценты, два кандидата и магистр педагогических наук, 7 аспирантов, студенты старших курсов МИФИ. 20 учителей лицея являются лауреатами премии Сороса. Преподаватели ВУЗов (МИФИ, МГЗПИ) ведут занятия по математике, физике, информатике и информационным технологиям, а также являются руководителями научно-исследовательской деятельности учащихся.

## Особенности процесса обучения в лицее
Особенностью лицея является подготовка учащихся с высоким уровнем знаний по физике и математике. Также учащиеся получают хорошие знания по всем общеобразовательным дисциплинам, возможность реализовать свои творческие способности, занимаясь в научно-техническом, археологическом обществах, временных творческих коллективах, формирующихся из учителей и учащихся для решения научных проблем.
Ученики лицея в течение многих лет участвуют и завоёвывают самые высокие награды в научных конференциях, региональных и международных конкурсах: «Юниор», «Expo Science Europe — ESE», Международном форуме «Expo-sciences International», «Expo», Международной выставке «Eskom Expo For Young Scientist», Международной выставке «Экспо-наука», «Телекоммуникационной Международной Конференции Молодых Учёных, Студентов и Школьников», Всероссийском конкурсе «Первые шаги», Всероссийской выставке научно-технического творчества молодёжи НТТМ. Большое внимание в лицее № 1523 уделяется эстетическому воспитанию учащихся, приобщение их к ценностям русской и мировой культуры. С этой целью постоянно организуется посещение уже известных и недавно возникших театров, музеев, выставок, молодёжных студий, поездки в Троице-Сергиеву Лавру, Звенигород, Санкт-Петербург и т. п.
Традициями лицея со дня основания является проведение обще-лицейских мероприятий: дня самоуправления, КВНов, предметных недель, праздников, спортивных соревнований, туристических слётов. Традиционно на каникулах организуется поездка в подмосковный дом отдыха. Особенность этих мероприятий в том, что в них участвуют учителя, ученики и выпускники лицея.
Работает самодеятельный школьный театр, проводятся традиционные конференции по экологии.

## Награды
Лицей входит в список 16 лучших школ России. В течение ряда лет лицей становится лауреатом конкурса «Школа года». В 2008 году лицей стал победителем конкурса лучших школ России в рамках приоритетного национального проекта «Образование».
8 ноября 2011 года лицей № 1523 вошёл в официальный рейтинг лучших школ Москвы, заняв в нём 34-е место, и получил от столичных властей грант 10 миллионов рублей.
В том же 2011 году команда лицея заняла первое место на 1-м Международном конкурсе творческих проектов школьников, посвящённом 50-летию первого полёта человека в космос.
3 сентября 2017 года лицей входит в число 50 лучших школ России по конкурентоспособности выпускников.
3 сентября 2018 года лицей входить в число 50 самых лучших школ России по укрупненному направлению подготовки «Технические, естественно-научные направления и точные науки».
29 сентября 2021 года лицей по итогам рейтинга 2021 года занимает 3-е место среди 300 лучших школ по количеству выпускников, поступивших в ведущие вузы России.ч

## Достижения
Диплом первой степени Лауреата Гранта Мэра Москвы в сфере образования по итогам 2013/2014 учебного года.
Диплом второй степени Лауреата Гранта Мэра Москвы в сфере образования по итогам 2014/2015 учебного года.
Диплом второй степени Лауреата Гранта Мэра Москвы в сфере образования по итогам 2017/2018 учебного года.
Диплом третьей степени Лауреата Гранта Мэра Москвы в сфере образования по итогам 2018/2019 учебного года.
Диплом третьей степени Лауреата Гранта Мэра Москвы в сфере образования по итогам 2019/2020 учебного года.
Диплом третьей степени Лауреата Гранта Мэра Москвы в сфере образования по итогам 2020/2021 учебного года.